# Trubbrostmossa
Trubbrostmossa (Marsupella sphacelata) är en bladmossart som först beskrevs av Giesecke och Johann Bernhard Wilhelm Lindenberg, och fick sitt nu gällande namn av Barthélemy Charles Joseph Dumortier. Trubbrostmossa ingår i släktet rostmossor, och familjen Gymnomitriaceae. Enligt den finländska rödlistan är arten sårbar i Finland. Arten är reproducerande i Sverige. Artens livsmiljö är bäckar. Inga underarter finns listade i Catalogue of Life.